# Europäischer Katastrophenschutzkongress

11. Europäischer Katastrophenschutzkongress 2015

Der Europäische Katastrophenschutzkongress ist eine seit 2005 jährlich stattfindende international ausgerichtete Fachkonferenz für Entscheidungsträger und Akteure des Bevölkerungsschutzes auf nationaler, europäischer und internationaler Ebene. Veranstaltet wird die jeweils zweitägige Tagung vom Behörden Spiegel seit dem Jahr 2015 in Berlin. Zuvor wurde sie in Bonn abgehalten.

## Katastrophenschutzkongresse
Der Kongress mit jährlich 800 bis 1000 Teilnehmern aus über 40 Nationen dient zur Information über aktuelle Entwicklungen im Bereich des Katastrophen- und Bevölkerungsschutzes und fördert den Dialog zwischen allen beteiligten Akteuren. Unterstützt wurde die Fachkonferenz bisher unter anderem vom Bundesinnenministerium, dem Bundesamt für Bevölkerungsschutz und Katastrophenhilfe, dem Technischen Hilfswerk und dem Deutschen Roten Kreuz. Auch vom Deutschen Feuerwehrverband und der Europäischen Kommission kam Unterstützung.
In der begleitenden Fachausstellung präsentieren sich unter anderem das Bundesministerium für Bildung und Forschung, Hilfsorganisationen wie die Johanniter-Unfallhilfe oder Bundesbehörden wie der Deutsche Wetterdienst. Hinzu kommen beispielsweise die Fachhochschule Potsdam und das Forschungsforum Öffentliche Sicherheit.

### 11. Europäischer Katastrophenschutzkongress
Themenschwerpunkte des 11. Europäischen Katastrophenschutzkongresses im Jahr 2015 waren zum Beispiel die Bewältigung des Flüchtlingszustroms, der Umgang mit Pandemien und Epidemien sowie die Bewältigung humanitärer Katastrophen.

### 12. Europäischer Katastrophenschutzkongress
Themenschwerpunkte des 12. Europäischen Katastrophenschutzkongresses im Jahr 2016 waren unter anderem die Konsequenzen des Klimawandels für die Behörden des Katastrophen- und Bevölkerungsschutzes, die Herausforderungen für die nicht-polizeiliche Gefahrenabwehr durch die „verschärfte Sicherheitslage“ sowie das staatliche Krisen- und Notfallmanagement.

### 13. Europäischer Katastrophenschutzkongress
Themenschwerpunkte des 13. Europäischen Katastrophenschutzkongresses im Jahr 2017 waren unter anderem die Herausforderungen für Feuerwehren und Rettungsdienste nach Terroranschlägen, Resilienzkonzepte und Möglichkeiten zur Erhöhung der Selbstschutz- und Selbsthilfefähigkeiten der Bevölkerung.

### 14. Europäischer Katastrophenschutzkongress
Themenschwerpunkte des 14. Europäischen Katastrophenschutzkongresses im Jahr 2018 waren unter anderem die Zusammenarbeit zwischen der Europäischen Union und ihren Mitgliedsstaaten in Fragen des Katastrophenschutzes, der Schutz vor CBRN-Gefahren und die internationale Zusammenarbeit.

### 15. Europäischer Katastrophenschutzkongress
Themenschwerpunkte des 15. Europäischen Katastrophenschutzkongresses im Jahr 2019 waren die Auswirkungen des globalen Klimawandels auf den Katastrophen- und Bevölkerungsschutz.

### Frühere Kongresse
Themenschwerpunkte früherer Tagung, der Kongress startete 2005 in Bonn und wechselte 2015 nach Berlin, waren unter anderem: Früherkennung und Alarmierung (2005), Großschadenslagen (2006) und grenzüberschreitende Koordination (2008). Hinzu kamen neue Technologien im Katastrophenschutz (2009), zivil-militärische Zusammenarbeit (2012) sowie inter- und transnationale Zusammenarbeit im Katastrophenschutz (2014).